# Doljin Demberel
Doljin Demberel, född 19 maj 1938, är en mongolisk bågskytt. Hon deltog vid olympiska sommarspelen 1972.